# Félix Arvers
Alexis-Félix Arvers, né le 23 juillet 1806 à Paris et mort le 7 novembre 1850 à la maison municipale de santé Dubois à Paris,, est un poète et dramaturge français, célèbre pour son Sonnet, l'une des pièces poétiques les plus populaires de son siècle.

## Biographie

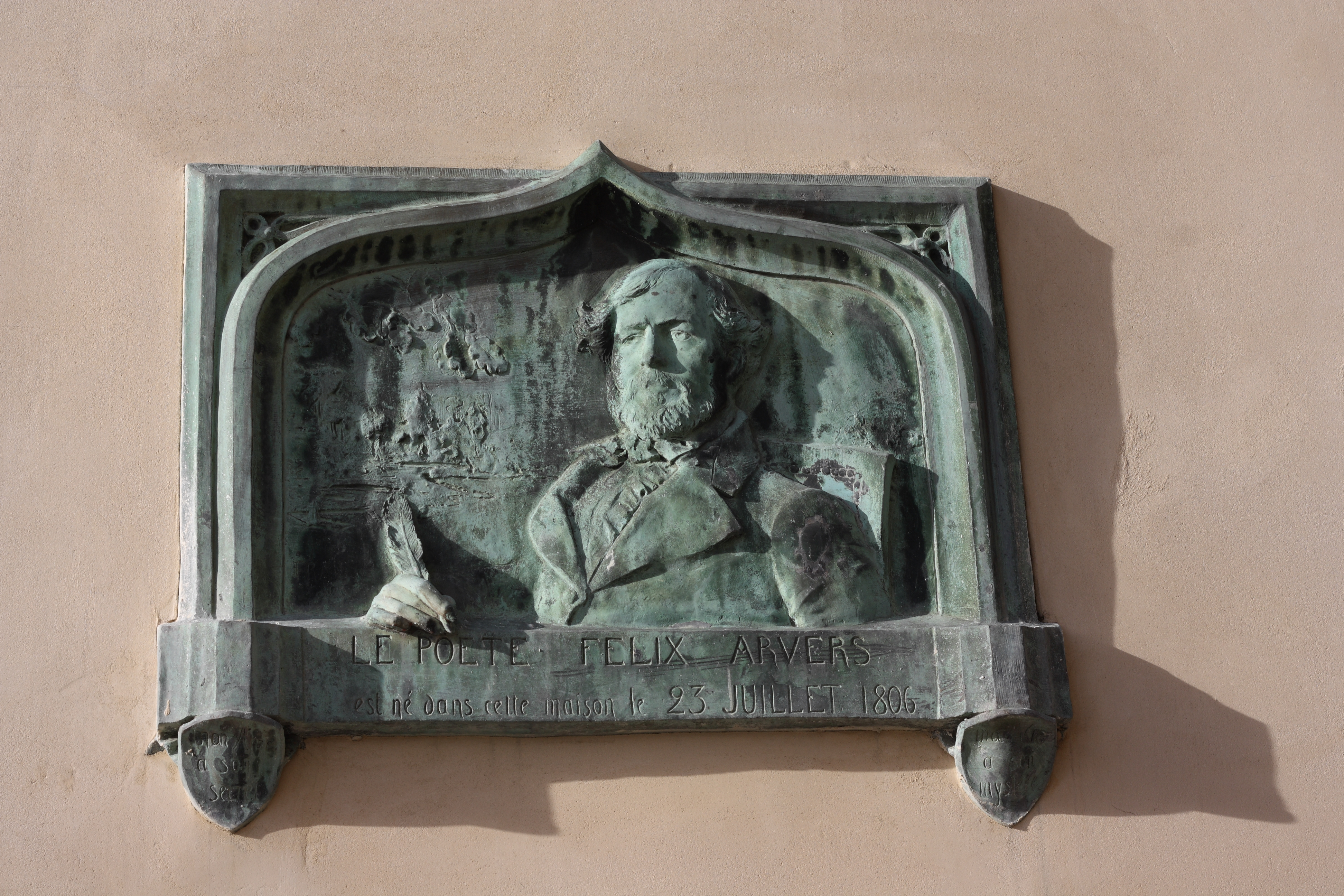
Plaque sur la maison où le poète Félix Arvers est né le 23 juillet 1806, 1 rue Budé, Paris 4e arrondissement sur l'Île Saint-Louis

Il était le fils d'un marchand de vins de la ville de Cézy dans l'Yonne, où résidait sa famille. Étudiant en droit avant de devenir clerc de notaire, il poursuivait pourtant déjà ardemment le désir de se faire écrivain.
Cédant un jour radicalement à ce qu'il croyait être sa vocation, il parvint à faire jouer une douzaine de comédies légères, le genre de comédies dont raffolait le public petit-bourgeois de Paris (cf. Octave Feuillet).
Ces larges succès lui permirent de mener une existence « de dandy », familier des boulevards et des coulisses des petits théâtres, et il se mit à fréquenter le Cénacle de l'Arsenal, fréquentant notamment Alfred Tattet et Alfred de Musset, dont il semble avoir été très proche.
À quarante-quatre ans, il décéda d'une maladie de la moelle épinière - probablement un tabès - pauvre et oublié[réf. nécessaire]. Le 25 octobre 1850, Arvers entrait à la Maison municipale de santé, qui portait alors, sur la rue du faubourg Saint-Denis, le n° 110 ; il était installé au troisième étage, dans la chambre n° 7, dont le prix était de quatre francs par jour. Depuis deux ans, il souffrait d'une maladie de la moelle épinière. Il fut soigné par le médecin de l'établissement, le docteur Duménil. Le 7 novembre 1850, à 4 heures du soir, quatorze jours après son admission à la Maison municipale de santé, Félix Arvers rendait le dernier soupir. « Le matin même du jour qui devait être celui de sa mort, deux femmes de service causaient entre elles : « C'est là-bas, disait l'une d'elles, répondant à une interrogation de sa camarade, là-bas, au bout du colidor. » De son lit, le moribond entend le mot, se redresse sur son séant, et, de la voix la plus forte qu'il put donner : « On ne dit pas colidor, on dit corridor » ; puis il se tut et ne desserra plus les dents jusqu'à la fin. On conte que l'avant-veille de sa mort, il trouvait encore le moyen de faire de l'esprit. Après s'être entretenu avec l'abbé Coquereau, son ancien camarade de l'École de droit, qu'il avait accepté pour confesseur, à l'exclusion de tout autre prêtre, il le rappela pour lui dire : / – Ah ! Coquereau, j'ai oublié une des graves fautes de ma vie. / – Laquelle, mon Dieu ! / – J'ai dit du mal de Charles X ! / Le vaudevilliste, l'humoriste reparaissait au seuil même de l'Éternité. »
L'oubli dans lequel sont tombées ses pièces, pourtant fameuses en leur temps, n'est pas sans rappeler le destin des tragédies de Voltaire.
Il publia un recueil de poèmes intitulé Mes Heures perdues (1833). Perdues surtout, a-t-on fait remarquer, pour son employeur, M. Marcelin-Benjamin Guyet-Desfontaines, notaire, chez qui il avait débuté en qualité de sixième clerc ; mais cet excellent homme, ami des belles-lettres et des poètes romantiques, savait fermer les yeux.
C'est pourtant dans ce recueil que se trouve le très célèbre Sonnet d'Arvers connu surtout pour son premier vers Mon âme a son secret, ma vie a son mystère.

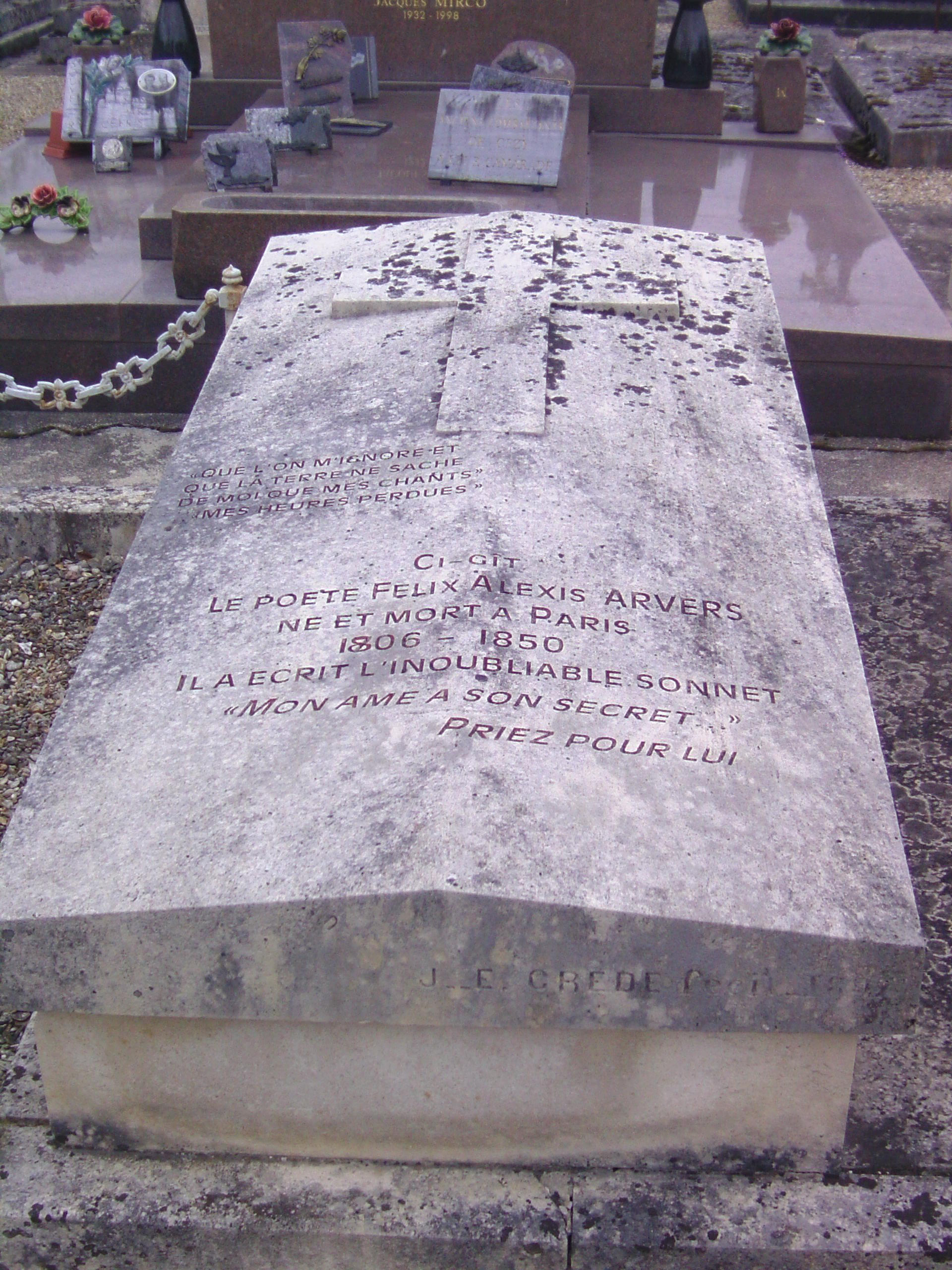
Tombe de Félix Arvers au cimetière de Cézy.

Arvers est enterré au cimetière de Cézy (Yonne),.

## Ses derniers instants
« D'ailleurs, je comprends parfaitement que l'on conserve au fond de son portefeuille le récit d'une heure d'agonie, tant d'années durant. Il ne serait même pas nécessaire qu'elle fût particulièrement choisie. Elles ont toutes quelque chose de presque rare. Ne peut-on par exemple se représenter quelqu'un qui copierait un récit de la mort de Félix Arvers ? Il était à l'hôpital. Il mourut doucement et paisiblement, et la religieuse le croyait peut-être plus avancé qu'il n'était en réalité. Elle cria très fort un ordre quelconque vers le dehors en indiquant où se trouvait tel ou tel objet. C'était une nonne illettrée et assez simple ; elle n'avait jamais écrit le mot « corridor » qu'à cet instant elle ne put éviter ; il arriva ainsi qu'elle dit "collidor" parce qu'elle croyait qu'il fallait prononcer ainsi. Alors Arvers repoussa la mort. Il lui semblait nécessaire d'éclaircir d'abord ceci. Il devint tout à fait lucide et lui expliqua qu'il fallait dire « corridor ». Puis il mourut. C'était un poète, et il haïssait l'à peu près ; ou encore il était fâché de devoir remporter comme dernière impression que le monde continuait de vivre si négligemment. Il ne sera sans doute plus possible de trancher ces questions. Mais qu'on ne croie pas surtout qu'il agit ainsi par pédanterie. Sinon, le même reproche atteindrait aussi saint Jean de Dieu qui sursauta en pleine agonie et arriva juste à temps pour détacher au jardin l'homme qui venait de se pendre et dont l'acte avait pénétré d'étrange façon dans la tension intérieure de son agonie. À lui aussi la vérité seule importait. »

— Rainer Maria Rilke, Les Cahiers de Malte Laurids Brigge, traduction de Maurice Betz, in Œuvres de R.M. Rilke. Prose, Seuil, 1966, p. 641

## Musique
- Georges Bizet, Ma vie a son secret, sur une poésie de Félix Arvers.
- Serge Gainsbourg, Le Sonnet d'Arvers, 1961.